# Planificación de la producción

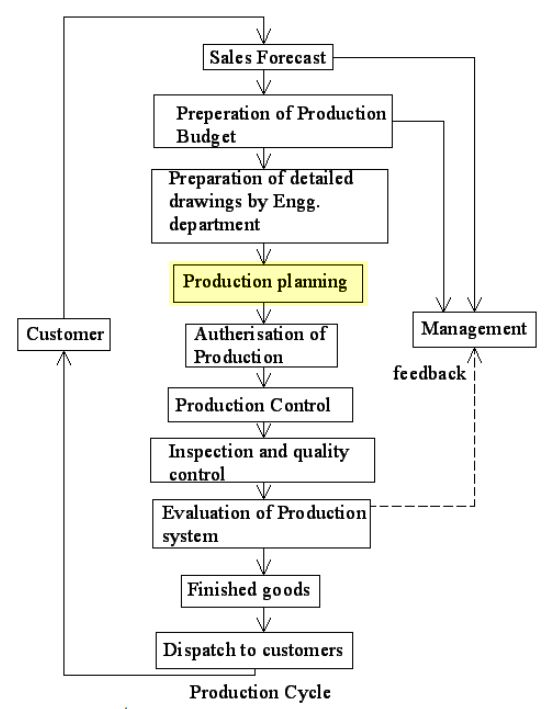
Papel de la planificación de la producción en el ciclo de producción.

La Planificación de producción son los diversos métodos que se utilizan para sacar adelante la producción en una compañía o industria. Analizando los recursos requeridos de materiales y capacidad de producción, para servir las necesidades de los clientes.
Existen diferentes  métodos de producción, como producción de un solo elemento , producción por lotes, producción en masa, producción continua etc. cada una tiene su propia forma de planificación de la producción. 
La planificación de producción se puede combinar con el control de producción y es una parte de los   sistemas de planificación de los recursos empresariales (ERP por sus siglas en inglés).
La planificación de la producción se utiliza en empresas de diferentes industrias, incluidas la agricultura, la industria, la industria de la diversión, etc.  .  .  .  . 

## Visión general
La planificación de la producción establece lo que puede ser fabricado por una empresa con los recursos que dispone y sus necesidades. Un plan de producción se realiza periódicamente por un período de tiempo específico, llamado el horizonte de planificación. Puede incluir las siguientes actividades:
- Determinación de la mezcla de productos requerida y la carga de trabajo de la fábrica para satisfacer las necesidades de los clientes.[1]
- Ajustar el nivel requerido de producción a los recursos existentes.[2]
- Programar y elegir el trabajo que se iniciará en las instalaciones de fabricación " [3]
- Alistar y entregar las órdenes de producción a las instalaciones de producción.[4]

Para desarrollar los planes de producción, el planificador de producción o el departamento de planificación de la producción deben trabajar en estrecha colaboración con el departamento de marketing y el departamento de ventas.  Estos departarmentos pueden proporcionar pronósticos de ventas o una lista de pedidos de clientes ". La programación generalmente se hace sobre de una variedad de tipos de productos que pueden requerir diferentes recursos y servir a diferentes clientes.  Por lo tanto, la selección debe optimizar las medidas de rendimiento independientes del cliente, como el tiempo del ciclo y las medidas de rendimiento dependientes del cliente, como la entrega a tiempo ".
Un factor crítico en la planificación de la producción es "la estimación precisa de la capacidad productiva de los recursos disponibles, sin embargo, esta es una de las tareas más difíciles de realizar bien".  La planificación de la producción siempre debe tener en cuenta "la disponibilidad de material, la disponibilidad de recursos y el conocimiento de la demanda futura".

## Historia

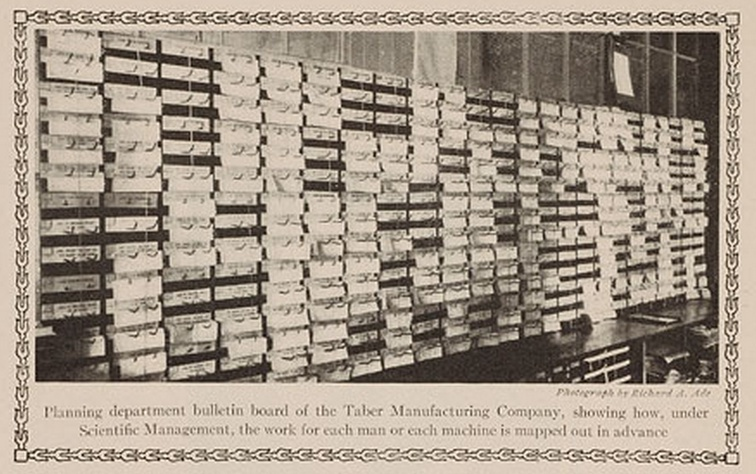
Tablón de anuncios del departamento de planificación, 1911.

Los métodos y herramientas modernos de planificación de la producción se han desarrollado desde finales del siglo XIX.  En la Gestión científica , el trabajo para cada hombre o cada máquina se describe de antemano (ver imagen).   Kaplan (1986) resumió que "la demanda de información para la planificación y el control aparentemente surgió en la primera mitad del siglo XX cuando las empresas, como las fábricas de textiles y ferrocarriles, tuvieron que diseñar procedimientos administrativos internos para coordinar los múltiples procesos involucrados en el desempeño de su actividad básica (la conversión de materias primas en productos terminados por las fábricas textiles, el transporte de pasajeros y la carga por los ferrocarriles. " 
Herrmann (1996) describe con más detalle las circunstancias en las que evolucionaron los nuevos métodos de planificación y control internos: "Las primeras fábricas eran bastante simples y relativamente pequeñas.  Estas producían una variedad pequeña de productos en grandes lotes. El uso de piezas intercambiables Cero ganancias de productividad al eliminar las operaciones de ajuste que consumen mucho tiempo.  A finales de 1800 las fábricas se preocupaban por maximizar la productividad de los costosos equipos de la fábrica.  Mantener la utilización alta era un objetivo importante.  Los capataces regian en sus talleres, coordinando todas las actividades necesarias para el número limitado de productos de los que eran responsables.  Contratar operarios, comprar materiales, gestionar la producción y entregar el producto. Eran expertos con habilidades técnicas superiores y ellos (no un personal separado de empleados) hacían la planificación de la producción. Incluso a medida que las fábricas crecían, eran más grandes, no más complejas.
Sobre la planificación de la producción, Herrmann (1996) relata que "la programación de la producción también comenzó muy simple.  Los programas (schedule), cuando se usan, enumeran solo cuando el trabajo en una orden debe comenzar o cual es el compromiso de entrega. No da información sobre el tiempo que debe durar el pedido total ni sobre el tiempo requerido para las operaciones individuales.  .  . " 
En 1923, Industrial Management citó a un Sr. Owens que había observado: "La planificación de la producción se está convirtiendo rápidamente en una de las necesidades más vitales de la gerencia.  Lo cierto es que cada establecimiento, sin importar cuán grande o pequeño tiene que planear la producción de alguna forma; pero un gran porcentaje de estos no tiene una planificación que permita un flujo uniforme de material, y una cantidad mínima de dinero atado a los inventarios ".

### Tipos de planificación
Se pueden aplicar diferentes tipos de planificación de la producción: 
- Planificación y programación avanzada.
- Planificación de capacidad
- Horario maestro de producción
- Planificación de Requerimientos de Materiales
- MRP II
- Programación
- Flujo de trabajo

Tipos de planificación relacionados en las organizaciones. 
- Programación de empleados
- Planificación de recursos empresariales
- Control de inventario
- Planificación de productos
- Planificación de proyectos
- Planificación de procesos
- Planificación de ventas y operaciones.
- Estrategia

### Control de la producción
El control de producción es la actividad de controlar el flujo de trabajo en la producción.  Es en parte complementaria a la planificación de la producción.